# Literatura starogrecka
Starożytni Grecy byli prekursorami w wielu dziedzinach – dotyczy to szczególnie kultury. Rodzaje i gatunki literackie „wynalezione” przez Greków funkcjonują do dziś. Rozwój literatury starogreckiej zgodnie ze współczesną systematyką pokrywa się z okresami historycznymi Grecji starożytnej.

## Wieki ciemne
Plemiona greckie napływające na tereny dzisiejszej Grecji podbiły narody kultury egejskiej. Prawdopodobnie od nich przejęły sztukę pisania w postaci tzw. pisma linearnego B. Nie było to pismo dostosowane do języka greckiego, stąd zastosowanie tego pisma było bardzo ograniczone i pewnie nie nadawało się do przekazywania złożonych opisów.
To po części tłumaczy, dlaczego pierwsze formy literackie były mówione i śpiewane.
Do tego w wiekach ciemnych przodkowie Greków zatracili umiejętność pisania. Słowo mówione miało w Grecji rolę olbrzymią – Grecy uwielbiali mówić i słuchać. Wielcy uczeni pisali swoje dzieła jako dialogi, a czasem publicznie odczytywali swoje rękopisy.
Pierwsze utwory były na początku przekazywane ustnie, na przykład rozpowszechniane przez starożytnych, wędrownych śpiewaków – zwanych w Grecji aojdami. Później pojawili się recytatorzy zwani rapsodami. Przez kilka wieków kultura Grecji formowała się bez źródeł pisanych, jedynie w formie mówionej. Jedynymi utworami zachowanymi z tamtego okresu są „Iliada” i „Odyseja”.

## Okres archaiczny
Grecy odkrywają pismo na nowo. Alfabet grecki pochodzi prawdopodobnie od Fenicjan, choć wielu naukowców podważa tę tezę. W tym języku Homer spisał swoje dzieła, pierwsze w świecie eposy historyczne (a w każdym razie pierwsze zachowane). Mity greckie pochodzą z okresu sprzed znajomości pisma.
Wiodącym ośrodkiem kulturalnym była Sparta, najszybciej początkowo rozwijające się polis. Potem nastąpił upadek kulturalny Sparty, tak znaczny, że Spartanie musieli „wypożyczać” poetów (jak stało się m.in. z Tyrteuszem). Powstaje poemat liryczny, śpiewany do gry na lirze.
Początki prozy były bardzo skromne, jej prawdziwy rozwój rozpoczął się wraz z rozkwitem takich nauk jak filozofia, prawo, historia, geografia. Pierwszych twórców zajmujących się opisem sąsiadujących z Grecją krain nazywano logografami.
Okres ten charakteryzował się:
- całkowitą dominacją poezji; od poezji heroicznej do lirycznej,
- stosowaniem poezji w pismach filozoficznych i politycznych,
- bardzo wolnym rozwojem prozy,
- rozwojem recytatorstwa i retoryki.

## Okres klasyczny
Poezja przestaje być osobista – poeci wędrują po całej Grecji, a utwory pisane są na zamówienie dla uczczenia konkretnej okazji. Mecenasami są ludzie bogaci, zwłaszcza tyrani.
Prymat kulturalny zaczynają dzierżyć Ateny. Powstaje teatr, oraz sztuki teatralne: tragedia, Stara komedia, dramat satyrowy. Istnieje teza, że czynnikiem decydującym o rozwoju tragedii był rozwój demokracji Aten. Świadczy o tym absolutna dominacja Aten na tym polu oraz fakt, że okresem szczytowym rozwoju tragedii była szczytowa potęga demokracji ateńskiej.
Tragedia zajmowała się tematami konkretnymi, miała silny związek z religią i ściśle określony kanon warsztatowy. Była ona ceniona najwyżej – tragicy brali udział w konkursach, a zwycięstwo w nich było wielkim zaszczytem. Komedia natomiast pokazywała bieżące zwyczaje, wydarzenia i zagadnienia polityczne, okraszone kpinami i obelgami (bardzo niewybrednymi, często obraźliwymi), a stylistyka była o wiele luźniejsza niż w tragedii. Tragedie pisali tragicy, a komedie komediopisarze – nie zdarzało się, by ktoś zajmował się obydwoma gatunkami jednocześnie.
Rozpoczyna się rozwój prozy.
Cechy charakterystyczne:
- poezja odchodzi od tematyki miłosnej na rzecz tematów moralnych, społecznych i religijnych. Powstają formy literackie: hymn, pean, tren, epigram, epinikion,
- powstaje idea teatru, powstają sztuki dramatyczne,
- początek rozwoju prozy.

## Okres hellenistyczny
Powstaje Nowa Komedia, bardziej łagodna od Starej Komedii – nie zajmuje się już bezpośrednio polityką, a bardziej moralizowaniem.

## Okres rzymski
W tym okresie nastąpił rozkwit prozy.
Grecy znaleźli się pod panowaniem Rzymian, zaś w Rzymie nastała moda na kulturę grecką. Sztuka grecka – a wraz z nią literatura – przeżyły odrodzenie. Jej przedstawicielami byli Sofiści.

## Przegląd pisarzy i zjawisk historycznych

### Liryka
- liryka grecka, hymny homeryckie, elegia, melika, apologia, epyllion, heksametr daktyliczny, idylla (sielanka), pieśń, poemat, oda, palinodia, patos, strofa saficka, Muzy, poemat liryczny, hymn, pean, tren, epigram, epinikion, elegia, ballada.

### Twórcy
- Tyrtajos – VII w. p.n.e.
- Safona – ok. VII – VI w. p.n.e.
- Archiloch – poł. VII w. p.n.e.
- Alkajos – 620 – ? p.n.e.
- Anakreont – 570 – 485 p.n.e.
- Symonides – 556 – 468 p.n.e.
- Pindar – 522 – ? p.n.e.
- Bakchylides – 516 – 450 p.n.e.
- Teokryt – 310 – 250 p.n.e.
- Kallimach – 310 – 240 p.n.e.

- Solon – 635 – 560 p.n.e.
- Kalinos
- Teognis
- Hipponaks
- Fokylides
- Mimnermos
- Stezichoros
- Ibikos
- Korynna – ok. V – VI w. p.n.e.

### Epika i proza
- epos, epos heroiczny, poemat heroikomiczny, mitologia grecka, apoftegmat, gnomy, dialog, logograf,
- cyklicy,
- siedmiu mędrców.

### Pisarze
- Homer – VIII w. p.n.e.
- Hezjod – VII w. p.n.e.

- Ferekydes z Syros – VI w. p.n.e.
- Ezop – VI w. p.n.e.
- Tales – ok. 620 – ok. 540 p.n.e.[1]
- Anaksymander – 610 – 546 p.n.e.
- Anaksymenes – 585 – 525 p.n.e.
- Ksenofanes – 570 – 470 p.n.e.
- Hekatajos – 550 – 475 p.n.e.
- Heraklit – 540 – 480 p.n.e.
- Parmenides – 540 – 470 p.n.e.
- Empedokles – 490 – 430 p.n.e.
- Herodot – 484 – 426 p.n.e.
- Tukidydes – 460 – 404? p.n.e.
- Ksenofont – 430 – 355 p.n.e.
- Diodor Sycylijski – 80 p.n.e. – 20 n.e.
- Strabon – 63 p.n.e. – 24 n.e.
- Plutarch – 50 – 125 n.e.
- Pseudo-Longinos – 100? n.e.

### Dramat antyczny
- teatr grecki, amfiteatr, Dionizje, aktor,
- tragedia grecka, dramat satyrowy, dytyramb, chór, dramaturg, hybris, mimesis, hamartia, decorum, tragik,
- starożytna komedia grecka – stara komedia, nowa komedia.

### Dramatopisarze
- Tespis – ok. VI w. p.n.e.
- Frynichos – ok. VI – V w. p. n. e.
- Ajschylos – 525 – 456 p.n.e.
- Sofokles – ok. 496 p.n.e. – 406 p.n.e.
- Eurypides – ok. 480 – 406 p.n.e.
- Arystofanes – 446 – 385 p.n.e.
- Menander – 342 – 291 p.n.e.